# Loxosceles misteca
Espèce
Loxosceles misteca est une espèce d'araignées aranéomorphes de la famille des Sicariidae.

## Distribution
Cette espèce est endémique du Mexique. Elle se rencontre dans les grottes Grutas de Cacahuamilpa, Grutas de EI Mogote, Pozo Melendez, Cueva de Carlos Pacheco au Guerrero et Grutas de la Estrella dans l'État de Mexico.

## Description
Le mâle holotype mesure 7 mm et la femelle 8,3 mm.

## Publication originale
- Gertsch, 1958 : The spider genus Loxosceles in North America, Central America, and the West Indies. American Museum novitates, no 1907, p. 1-46 (texte intégral).